# Magda
Magda je žensko osebno ime.

## Izvor imena
Ime Magda je različica ženskega osebnega imena Magdalena.

## Pogostost imena
Po podatkih Statističnega urada Republike Slovenije je bilo na dan 31. decembra 2007 v Sloveniji število ženskih oseb z imenom Magda: 955. Med vsemi ženskimi imeni pa je ime Magda po pogostosti uporabe uvrščeno na 188. mesto.

## Osebni praznik
V koledarju je ime Magda zapisano skupaj z imenom Magdalena.